# Misumenops octoguttatus
Misumenops octoguttatus es una especie de araña cangrejo del género Misumenops, familia Thomisidae. Fue descrita científicamente por Mello-Leitão en 1941.

## Distribución
Esta especie se encuentra en Argentina.